# Dipsas catesbyi
Espèce
Synonymes
- Coluber catesbyi Sentzen, 1796
- Sibynomorphus macedoi Prado & Hoge, 1947

Statut de conservation UICN

 LC  : Préoccupation mineure
Dipsas catesbyi  est une espèce de serpents de la famille des Dipsadidae.

## Répartition
Cette espèce se rencontre au Brésil, en Bolivie, au Pérou, en Équateur, en Colombie, au Venezuela, au Guyana, en Suriname et en Guyane.

## Description

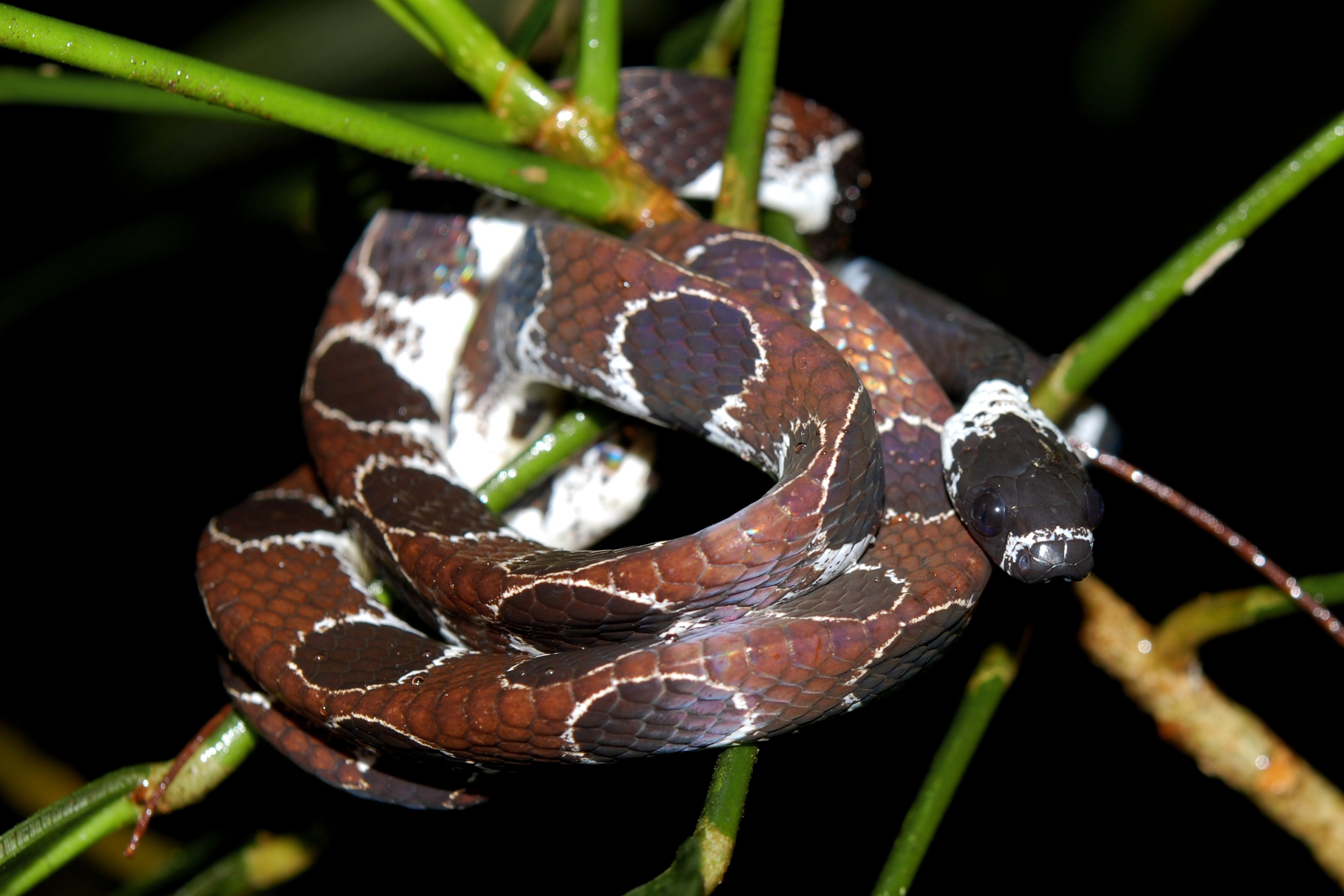
Dipsas catesbyi dans le parc national Yasuni en Équateur.

La coloration de cette espèce varie considérablement en fonction de la localité, la nuque est rousse sur le plateau des Guyanes tandis quelle est blanche dans le reste de l'Amazonie.C'est un serpent ovipare. Comme tous les autres membres du genre Dipsas, il se nourrit exclusivement de gastéropodes.

## Étymologie
Cette espèce est nommée en l'honneur de Mark Catesby.

## Publication originale
- Sentzen, 1796 : Ophiologische Fragmente. Meyer's Zoologische Archives, vol. 2, p. 49–74.